# Manoba flavicosta
Manoba flavicosta är en fjärilsart som beskrevs av Sergius G. Kiriakoff 1958. Manoba flavicosta ingår i släktet Manoba och familjen trågspinnare. Inga underarter finns listade i Catalogue of Life.